# Mercedes López i Sánchez
Mercedes López Sánchez (Sabadell, Vallès Occidental, 5 de desembre de 1979) és una jugadora de waterpolo catalana, ja retirada.
Formada al Club Natació Sabadell, va aconseguir cinc Lligues espanyoles, quatre Copes de la Reina i una Lliga catalana. Amb la selecció espanyola de waterpolo va ser internacional en dinou ocasions. Després de la seva retirada, va exercir com a entrenadora de waterpolo en categories de formació al CN Sabadell.

## Palmarès
- 5 Lligues espanyoles de waterpolo femenina: 1999-00, 2000-01, 2001-02, 2003-04, 2004-05
- 4 Copes espanyoles de waterpolo femenina: 2000-01, 2001-02, 2003-04, 2004-05
- 1 Lliga catalana de waterpolo femenina: 2001-02